# Riley 12
La 12 è un'autovettura di fascia medio-alta prodotta dalla Riley dal 1907 al 1914. Nel 1907 il modello era chiamato semplicemente "12", ma già nell'anno successivo al lancio la vettura venne aggiornata, e fu rinominata 12/18.

## La Riley 12 (1907)
La vettura aveva installato un motore V2 raffreddato ad acqua a valvole laterali da 2.035 cm³ di cilindrata. Questo propulsore erogava 12 CV di potenza.
La 12 era disponibile con carrozzeria torpedo quattro posti. Nella gamma Riley, la 12 si posizionava sopra le più piccole 9 e 10. Il telaio pesava 682 kg, ed era disponibile con due passi differenti.
Come gli altri modelli Riley contemporanei, anche la 12 aveva le ruote asportabili; ciò facilitava notevolmente il cambio degli pneumatici.

## La Riley 12/18 (1908–1914)
L'anno successivo al lancio, il modello venne sostituito dalla 12/18. Il motore aveva le stesse caratteristiche e le medesime dimensioni di quello del modello precedente, ma ora erogava 18 CV di potenza. Anche le dimensioni della vettura crebbero.
Anche questo modello era disponibile con carrozzeria torpedo quattro posti, ed era offerto con due passi differenti. Il telaio aveva un peso compreso tra i 660 kg ed i 711 kg.
La 12/18 venne offerta fino allo scoppio della prima guerra mondiale.